# Australiens arbetarparti
Australiens arbetarparti (engelska: Australian Labor Party, ALP) är Australiens äldsta politiska parti, bildat 1891. Det formella namnet, Australian Labour Party, antogs 1908, med förändrad stavning av "Labor" från 1912. Partiet är medlem av Socialistinternationalen och har band till fackföreningsrörelsen. Partiledare sedan 2019 är Anthony Albanese.  
Partiets politik har varierat över tid, men har alltid varit för demokrati och fackföreningar. De frågor man svängt om har gällt nationalisering kontra privatisering, isolationism kontra internationalism samt värnplikt. Partiets officiella färg är röd och det har ca 50 000 medlemmar. Det har formella fraktioner sedan 1970. De största fraktionerna är Labor Unity (höger) och Socialister (vänster). Partiet stöds av fackföreningsrörelsen, i olika konstellationer. 

## Federala partiledare
| Namn             | Period    | Premiärministerperiod           |
| ---------------- | --------- | ------------------------------- |
| Chris Watson     | 1901–1908 | 1904                            |
| Andrew Fisher    | 1908–1915 | 1908–1909, 1910–1913, 1914–1915 |
| Billy Hughes     | 1915–1916 | 1915–1923, utesluten 1916 (!)   |
| Frank Tudor      | 1916–1922 |                                 |
| Mathew Charlton  | 1922–1928 |                                 |
| James Scullin    | 1928–1935 | 1929–1932                       |
| John Curtin      | 1935–1945 | 1941–1945                       |
| Ben Chifley      | 1945–1951 | 1945–1949                       |
| Dr H.V. Evatt    | 1951–1960 |                                 |
| Arthur Calwell   | 1960–1967 |                                 |
| Gough Whitlam    | 1967–1977 | 1972–1975                       |
| Bill Hayden      | 1977–1983 |                                 |
| Bob Hawke        | 1983–1991 | 1983–1991                       |
| Paul Keating     | 1991–1996 | 1991–1996                       |
| Kim Beazley      | 1996–2001 |                                 |
| Simon Crean      | 2001–2003 |                                 |
| Mark Latham      | 2003–2005 |                                 |
| Kim Beazley      | 2005–2006 |                                 |
| Kevin Rudd       | 2006–2010 | 2007–2010                       |
| Julia Gillard    | 2010–2013 | 2010–2013                       |
| Kevin Rudd       | 2013      | 2013                            |
| Bill Shorten     | 2013–2019 |                                 |
| Anthony Albanese | 2019–     | 2022–                           |

## Andra viktiga medlemmar
- Peter Garrett, förutvarande medlem i rockmusikgruppen Midnight Oil – miljöminister 2007–2010
- Rosemary Follett
- Anderson Dawson
- Joan Kirner
- Carmen Lawrence